# Венець (Шуменська область)
Вене́ць (болг. Венец) — село в Шуменській області Болгарії. Адміністративний центр общини Венець.

## Населення
За даними перепису населення 2011 року у селі проживали 709 осіб.
Національний склад населення села:
| Національність   | Кількість осіб | Відсоток |
| ---------------- | -------------- | -------- |
| турки            | 665            | 95,7%    |
| болгари          | 27             | 3,9%     |
| цигани           | 0              | 0%       |
| інша             | 0              | 0%       |
| не визначились   | 3              | 0,4%     |
| Всього відповіли | 695            |          |

Розподіл населення за віком у 2011 році:
Динаміка населення: